# Il boss
Il boss és una pel·lícula poliziottesco-noir italiana escrita i dirigida per Fernando Di Leo l'any 1973. És la part final de la Milieu Trilogy de Di Leo, que també consta de Milano calibro 9 i La mala ordina, ambdues publicades el 1972.

## Argument
Nick Lanzetta (Henry Silva) elimina a diversos membres d'una família criminal rival per al seu cap Don Corrasco (Richard Conte). El clan enemic intenta la retribució segrestant la filla d'un soci, que resulta ser una nimfòmana. Es produeix una violenta lluita pel poder dins de la Màfia italiana.

## Repartiment
- Henry Silva com a Nick Lanzetta
- Richard Conte com a Don Corrasco
- Gianni Garko com a comissari Torri
- Vittorio Caprioli com el questor
- Pier Paolo Capponi com a Cocchi
- Antonia Santilli com a Rina Daniello
- Claudio Nicastro com a Don Giuseppe Daniello
- Corrado Gaipa com a advocat Rizzo
- Gianni Musy com a Carlo Attardi
- Mario Pisu com On. Gabrielli
- Marino Masé com a Pignataro
- Howard Ross com a Melende

## Llançament
Il Boss es va estrenar a Itàlia l'1 de febrer de 1973, on va ser distribuït per Alherat. La pel·lícula va recaptar un total de ₤774,172 milions de lires italianes a la seva estrena.

## Conflictes legals
El 2 de novembre del mateix any, l'aleshores ministre de Relacions amb el Parlament Giovanni Gioia va presentar una denúncia per difamació, ja que afirmava que en una escena de la pel·lícula (en què es feia referència a una sèrie de noms de mafiosos) s'esmentava el seu nom, juntament amb els de Tommaso Buscetta i Salvo Lima]. Arran de la seva denúncia, la pel·lícula va ser embargada i el director, juntament amb el president de la distribuïdora i l'advocat de la productora Daunia '70 van ser citats per al judici, que però mai va tenir lloc, ja que Gioia va retirar la denúncia.